# Einste
Einste ist ein Ortsteil der Gemeinde Blender in der niedersächsischen Samtgemeinde Thedinghausen im Landkreis Verden. Der Ort liegt 1,5 km südwestlich vom Kernort Blender. Durch Einste verläuft die Landesstraße L 202.

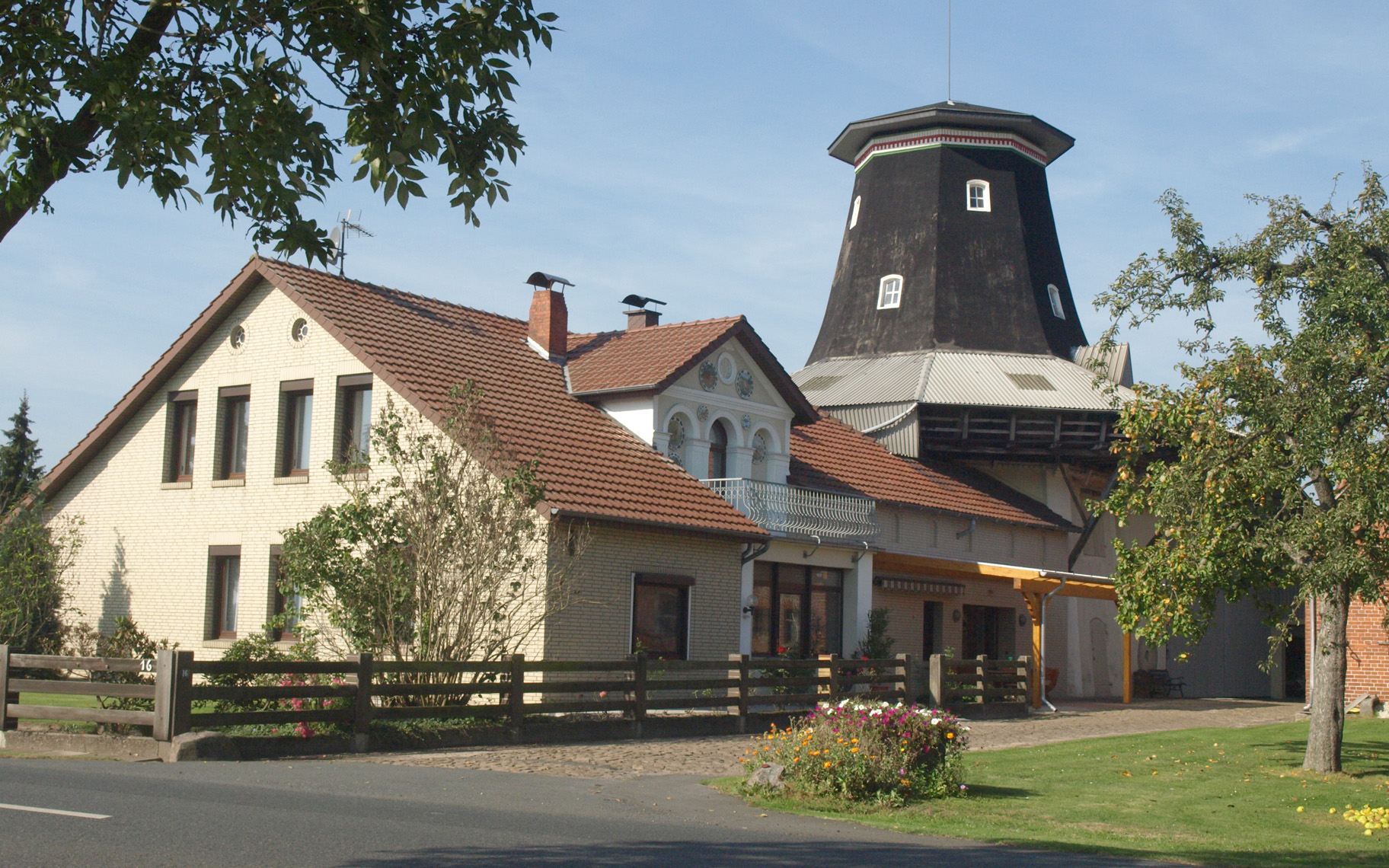
Ehemalige Mühle in Einste